# BEST COLLECTION
BEST COLLECTION은 대한민국의 가수 민해경의 1993년 발매한 일곱번째 베스트앨범이다. 강인원이 프로듀서로 참여한 앨범이며, 활동곡은 딱히 정해진 게 없다.

## 트랙 리스트
| #   | 제목                            | 작사           | 작곡   | 편곡 | 재생 시간 |
| --- | ------------------------------- | -------------- | ------ | ---- | --------- |
| 1.  | 〈나의 사랑〉                   | 이주호         | 이주호 | 3:56 |           |
| 2.  | 〈보고싶은 얼굴〉               | 이주호         | 이주호 | 3:48 |           |
| 3.  | 〈성숙〉                        | 김미선         | 강인원 | 4:22 |           |
| 4.  | 〈사랑은 세상의 반〉            | 강인원         | 강인원 | 4:08 |           |
| 5.  | 〈그대 모습은 장미〉            | 강인원, 박건호 | 강인원 | 3:20 |           |
| 6.  | 〈누구의 노래일까〉             | 박건호         | 이범희 | 3:16 |           |
| 7.  | 〈미니스커트 (REMIX)〉          | 김종환         | 김종환 | 3:37 |           |
| 8.  | 〈동화 속 사랑〉                | 배영진         | 윤상   | 4:37 |           |
| 9.  | 〈어느 소녀의 사랑이야기〉      | 박건호         | 이범희 | 3:16 |           |
| 10. | 〈날이 가면〉                   | 이주호         | 이주호 | 3:33 |           |
| 11. | 〈사랑했어요〉                  | 김현식         | 김현식 | 4:02 |           |
| 12. | 〈내 마음 당신 곁으로〉         | 김기표         | 김기표 | 3:50 |           |
| 13. | 〈내 인생은 나의 것〉           | 박건호         | 방기남 | 4:50 |           |
| 14. | 〈그대는 인형처럼 웃고 있지만〉 | 강인원         | 강인원 | 2:56 |           |